# 07식 수직발사어뢰투사로켓

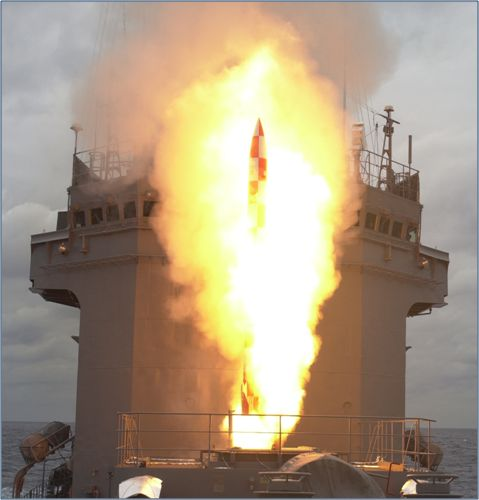

07식 수직 발사 어뢰 투사 로켓 .2007년에 제식화되어 2009년도에 조달이 개시되었다. 탄두에는 97식 단어뢰가 이용된다. 1999년도부터 일본 방위성 기술연구본부에 의해서 신(新) 아스록이라는 명칭으로 개발을 시작해 2007년도에 개발완료했다. 당초 2005년도에 종료할 예정이었지만, 초음속에서 감속을 위한 낙하산의 기술적 문제로 인해 2년 연장되었다.

## 같이 보기
- 청상어 어뢰
- 백상어 어뢰
- 홍상어 어뢰
- ASROC